# Two by Two (musical)
Two By Two és un musical de Broadway amb llibret de Peter Stone, lletres de Martin Charnin i música de Richard Rodgers.
A partir de la obra de Clifford Odets, The Flowering Peach, explica la història dels preparatius de Noè per al Diluvi universal i les seves conseqüències.
Dirigida per Joe Layton, la producció es va obrir el 10 de novembre de 1970 a l'Imperial Theatre, on va tenir una durada de deu mesos. El repartiment va incloure Danny Kaye, Marilyn Cooper, Joan Copeland, Harry Goz, Madeline Kahn, 
Michael Karm, Tricia O'Neil i Walter Willison.

## Producció
Les crítiques es van barrejar i Kaye, descontent amb el guió, va començar a improvisar. El seu improvisat numeret i afegits còmics a l'audiència eren del plaer del públic, i el boca a boca van ajudar el negoci. Quan es va trencar el peu, Kaye va continuar amb la funció, apareixent a cada actuació ja fos amb crosses o en cadira de rodes.
«Va aparèixer amb la cama en un cabestrell i va rondar l'escenari en una cadira de rodes - en la qual de vegades intentava atropellar els altres actors - o va trepitjava l'escenari amb una crossa - que solia anar cap a les noies». va escriure Rodgers a la seva autobiografia "Musical Stages". «A més, va començar a improvisar les seves pròpies línies i a cantar en els moments equivocats. Fins i tot va fer un discurs de cortina després de les actuacions on deia: "Estic content que estiguin aquí, però estic més content encara de que els autors no siguin". Aparentment, hi havia una certa curiositat per tot això, perquè la gent va anar a veure "Two by Two" a causa de l'espectacle de vaudeville de Danny. I d'altres, per descomptat. Es van sentir molestos i expressaren la seva irritació en cartes al [New York] Times.»
Tot i que l'espectacle poques vegades s'ha tornat a fer, hi ha hagut alguns revivals breus però notables al llarg dels anys. Milton Berle va encapçalar una producció a l'òpera municipal de St. Louis (The Muny) el 1971. Shelley Berman va dirigir la companyia nacional de turisme del programa en 1972-73, i protagonitzada per Taina Elg com a Esther. Més recentment, Tom Bosley va cantar el paper de Noah per a una banda sonora programada per a una gira nacional (cancel·lada) dels Estats Units del 2001. Jason Alexander ha estat present en el paper de la producció "Reprise" de Los Angeles a la producció de "Musicals-in-Mufti" del Teatre de Nova York. Walter Willison (l'original de Broadway "Japheth") també ha aparegut com a Noé a les produccions regionals de l'espectacle durant els darrers anys.

## Sinopsi
En el seu 600è aniversari, Noè rep un missatge de Déu, advertint-lo sobre el diluvi imminent. Se li ordena que salvi dos membres de cada espècie animal i a construir una arca per a ells. L'esposa i la família de Noè tenen els seus dubtes i fins i tot es burlen d'ell quan pensa construir l'arca, però s'uneixen quan els animals comencen a aparèixer en massa. "La història tractava de Noè i la inundació, i tot i que escrita el 1954, abastava temes tan contemporanis com la escletxa generacional i l'ecologia", va escriure Rodgers. "Fins i tot hi ha un paral·lelisme entre la inundació i la bomba atòmica."
El gitka
El "gitka" és una espècie màgica de rosegador de l'Antic Testament, creada per Clifford Odets, que canta en presència de Déu. L'arribada d'un convenç la família de la història de Noè. No té parella, per la qual cosa no poden portar-la a bord.

## Cançons
| Acte I - Why Me? - Put Him Away - The Gitka's Song - Something, Somewhere - You Have Got to Have a Rudder on the Ark - Something Doesn't Happen - An Old Man - Ninety Again! - Two by Two - I Do Not Know a Day I Did Not Love You - Something, Somewhere (Reprise) | Acte II - When It Dries - Two by Two (Reprise) - You - The Golden Ram - Poppa Knows Best - I Do Not Know a Day I Did Not Love You (Reprise) - As Far as I'm Concerned - Hey, Girlie - The Covenant |

Les cançons "Everything That's Gonna Be Has Been," "Getting Married to a Person," "The Brother Department," "The Death of Me" i "Forty Nights"van ser retirades de l'espectacle abans de la seva estrena a Broadway; la darrera va ser eliminada perque Danny Kaye decretà que ningú a l'espectacle tindria una cançó més divertida que ell. La cançó ha estat restaurada per a diversos revivals recents.

## Premis
La manca de professionalitat de Kaye, així com el rebuig públic de Rodgers per les llibertats que es prenia amb el guió suposadament va arruïnar les possibilitats de Kaye per a una candidatura al Premi Tony. Willison va ser nominat al Premi Tony al millor actor de repartiment de musical i ell i O'Neil van rebre els premis  Theatre World per les seves actuacions.